# Revólver fotográfico

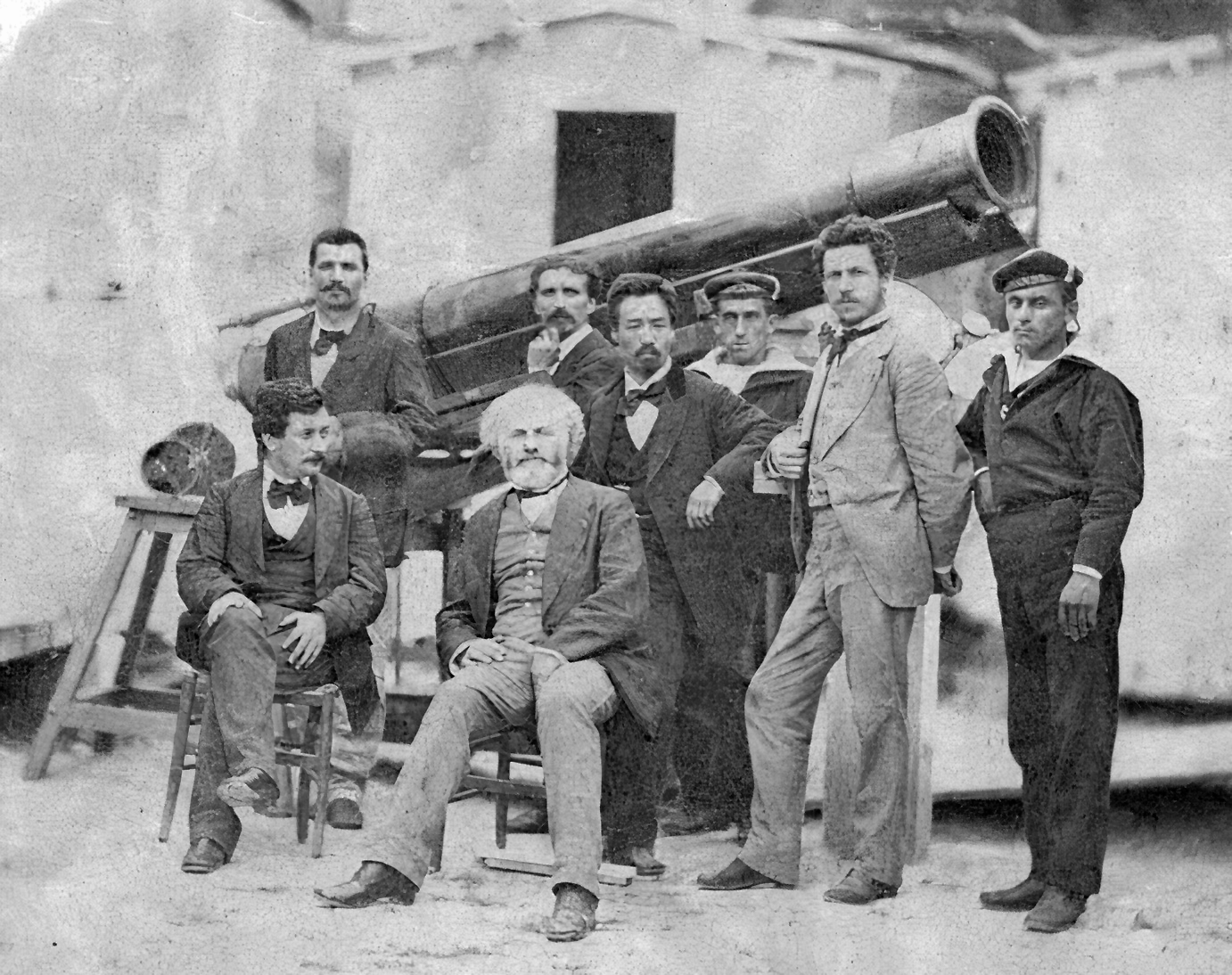
Janssen (ao centro, sentado) e sua equipe de 1874, com o revólver ao fundo

O revólver fotográfico ou revólver astronômico foi um instrumento inventando pelo astrônomo francês Pierre Jules César Janssen em 1874 para obter, automaticamente, uma série de fotografias. Ele é frequentemente citado em trabalhos especializados como o primeiro exemplo da cronofotografia, ramo da fotografia baseado na captura do movimento a partir de uma sequência de imagens. Para criar o aparelho, Pierre Janssen se inspirou no cilindro giratório do revólver de Samuel Colt.

## Uso

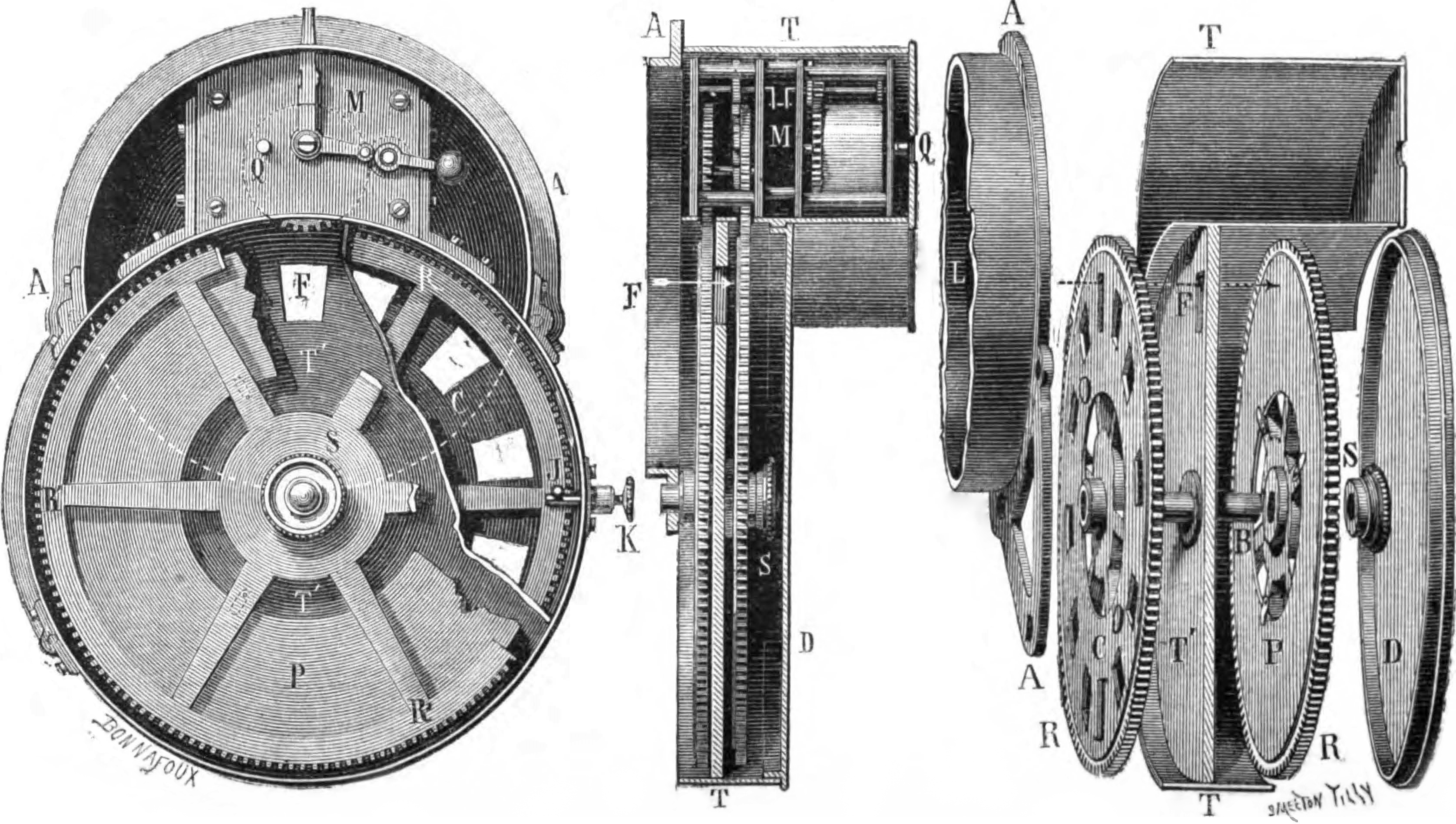
Visão detalhada do instrumento

O revólver é composto de dois discos e uma placa sensível, o primeiro com doze furos (equivalente a um obturador) e o segundo com apenas um, sobre a placa. A primeira faz uma revolução completa a cada dezoito segundos, de modo que cada vez que uma janela de obturador passa em frente à janela do segundo disco (fixo), a placa sensível é descoberta na parte correspondente de sua superfície, criando uma imagem.
Para evitar que as imagens se sobreponham, a placa sensível gira a uma velocidade de rotação de um quarto da velocidade do obturador. O tempo de exposição é então de um segundo e meio.
Um espelho na parte externa da câmera reflete o movimento do objeto em direção à lente no cano deste revólver fotográfico. Quando estava em funcionamento, o revólver poderia tomar quarenta e oito imagens em setenta e dois segundos.

## História
Em meados do século XIX, um dos desafios científicos foi determinar com a maior precisão possível a distância entre a Terra e o Sol, também conhecida como a unidade astronômica, a fim de deduzir o tamanho do Sistema Solar. Naquela época, uma das únicas maneiras de fazer isso era usar o trânsito de Vênus e o método da paralaxe. Mais precisamente, com pelo menos duas observações simultâneas do trânsito de diferentes latitudes na Terra e medindo a duração total do evento, é possível deduzir a distância da unidade astronômica usando as leis de Kepler.
O método, entretanto, tem dois inconvenientes: a baixa frequência do fenômeno em escala humana e o problema técnico de medir o início e o fim do trânsito. O trânsito de Vênus em 1874 representou então, uma oportunidade única, 105 anos após o anterior, em 1769.
Por isso, mais de sessenta expedições coordenadas de cerca de dez países diferentes foram enviados a China, Vietnã, Nova, Nova Caledônia, algumas ilhas do Pacífico e Japão para medir o fenômeno. A distorção causada pela atmosfera terrestre, a difração dos telescópios, a subjetividade do observador e o "efeito da gota preta" (efeito ótico que distorce a silhueta de Vênus assim que entra ou sai do disco solar) são fatores que dificultam a medição da duração do fenômeno e, portanto, na medição da paralaxe.

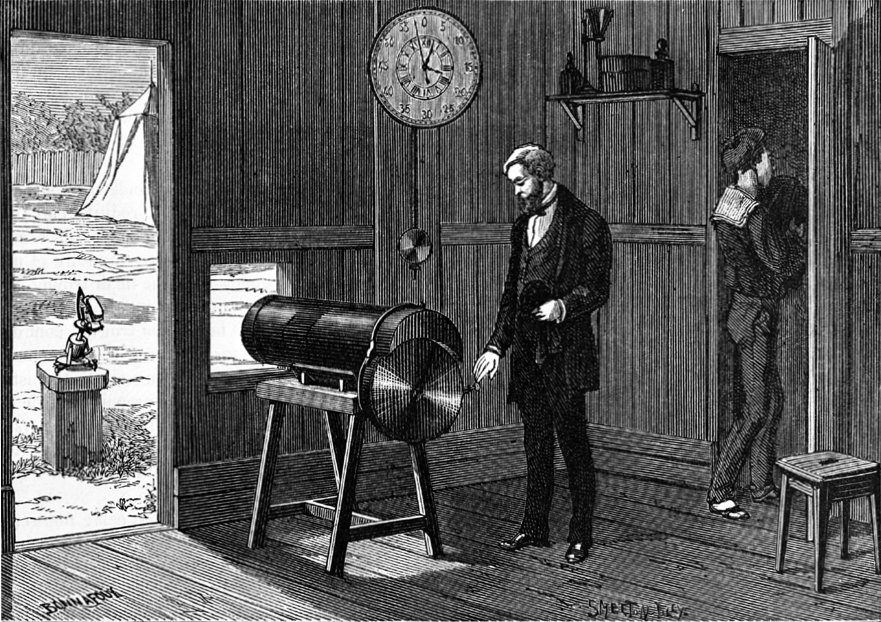
Vista do instrumento em funcionamento em uma ilustração de 1874 sobre a passagem de Vênus

Janssen decidiu assim criar seu revólver, um dispositivo que teria como objetivo eliminar a subjetividade nessa medida. Após criado, ele testou o dispositivo com o apoio do governo francês em Nagasaki. Como não era possível determinar o momento exato em que ocorreria o trânsito de Vênus, ele acrescentou um conjunto de relógios para criar uma sequência de imagens. O revólver registrou 48 fotos em 72 segundos em um daguerreótipo, material que não era mais utilizado, mas era ideal para a luz solar que se apresentava na situação, pois conseguia captar a luz em um grande tempo de exposição e obter resultados mais claros.
As expedições britânicas fotografaram o trânsito de diferentes pontos geográficos usando aparelhos inspirados no revólver de Janssen. Infelizmente, a qualidade das imagens resultantes das duas expedições não foi suficiente para calcular com precisão a Unidade Astronômica, e as observações foram mais confiáveis a olho nu. Mesmo assim, Janssen apresentou seu revólver à Société Francaise de Photographie em 1875 e à Académie des Sciences em 1876, à qual sugeriu a possibilidade de usar seu aparelho para o estudo do movimento dos animais, especialmente dos pássaros, devido à rapidez do movimento de suas asas.
Em 1882, o fisiologista Etienne-Jules Marey concluiu que um cavalo a galope teria quatro patas no ar em um determinado momento. Quatro anos antes, Eadweard Muybridge foi o primeiro a registrar o movimento dos seres vivos, com 12 câmeras em série que lhe permitiam brincar e até mesmo projetar aquelas fotos em sequência. A ação não estava sendo reconstruída do ponto de vista de um observador, mas de uma câmera que acompanhava o assunto - como um track shot - e na qual, a cada fotografia, a ação tinha um ponto de vista diferente. Marey, com a ajuda da invenção de Janssen, conseguiu resolver esses problemas com sua pistola fotográfica de 1882, que capturou 12 pequenas fotos em uma placa circular e em intervalos regulares. Essa melhoria permitiu que a imagem fosse capturada por uma frágil placa de vidro, de forma que não fosse mais utilizada pelo impraticável daguerreótipo, reduzindo assim o tempo de exposição.
Assim, essa pistola fotográfica foi a primeira filmadora, embora ainda apresentasse certas diferenças de concepção com as filmadoras posteriores: por um lado, as imagens obtidas tinham como objetivo a decomposição do movimento para seu estudo, e não para sua projeção; e por outro lado, sendo obtido em um disco de vidro, a duração da ação que poderia ser registrada era necessariamente muito curta.
Ambas as invenções foram um primeiro passo no desenvolvimento das primeiras câmeras cinematográficas, mas não podem ser consideradas como tais porque seu objetivo principal não era a projeção de filmes, mas estudar o movimento em decorrência de sua decomposição.